# Veronika Deseniška

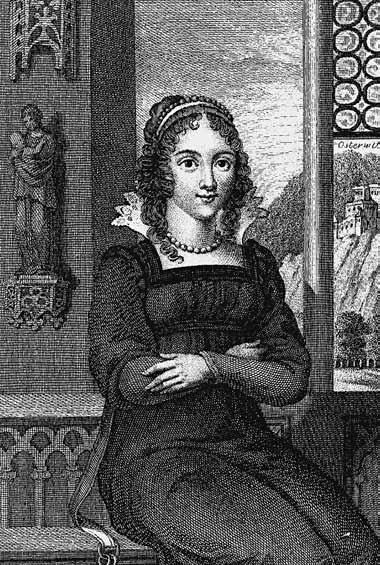
Veronika Deseniška

Veronika von Deschenitz (slowenisch Veronika Deseniška, kroatisch Veronika Desinićka; * zwischen 1380 und 1400; † 17. Oktober 1425 oder 18. Oktober 1428 in Ojstrica) war die zweite Frau Friedrichs II. von Cilli. Sie wurde auf der Burg Osterwitz im Sanntal ermordet.

## Herkunft
Die Herkunft von Veronika Deseniška ist unklar. Mögliche Geburtsorte sind Hrvatsko Zagorje in Kroatien, die Ortschaft Desinić bei der Burg Veliki Tabor oder andere Orte dieses Namens. Es ist nicht belegt, ob sie aus einer adeligen Familie stammte. Möglicherweise war Veronika ein Hoffräulein oder eine Kammerzofe von Elizabeta Frankopanska und stammte aus dem venezianischen Einflussgebiet im Quarnero.

## Vorgeschichte
Friedrich II. von Cilli war in erster Ehe mit Elizabeta Frankopanska (Elisabeth Frangipani, geboren 1373) verheiratet. Aus der achtjährigen Ehe stammte ein Sohn Ulrich (geb. 1406 oder 1407). Die Ehe wurde angeblich von König Sigismund arrangiert, um den Cilliern über die Beziehungen zu dem alten kroatischen Fürstengeschlecht Frankopan den Weg zur Adria frei zu machen. König Sigismund war Herrscher von Ungarn und Kroatien und mit Friedrichs Schwester Barbara von Cilli verheiratet.  Der Herrschaftsbereich der Frankopanen war sowohl aus dem Osten von den Osmanen als auch aus dem Süden von den Venezianern bedroht. Die Grafen von Cilli waren daher wertvolle Verbündete.
Friedrich war etwa 60-jährig, sein Vater Hermann II. von Cilli um die 85 Jahre alt, dennoch hielt der Vater als Landesherr die Macht in der Hand und warf Friedrich Buhlerei vor.
Elizabeta Frankopanska starb 1422 plötzlich, als sie noch keine fünfzig Jahre alt war. Friedrich wurde gerüchteweise vorgeworfen, Elizabeta ermordet zu haben, um Platz für seine Geliebte Veronika Deseniška zu schaffen. Friedrich verhandelte mit Venedig um einen sicheren Zufluchtsort. Im Gegenzug soll er Venedig Burgen und Herrschaften im Einflussbereich der Cillier angeboten haben. Venedig versuchte damals die letzten ungarischen Einflussbereiche in Mitteldalmatien in die Hand zu bekommen, was Spannungen mit den ungarischen Frankopanen und Grafen von Cilli verursachte. Venedig sagte Friedrich am 25. Juni 1425 Schutz zu. Drei Jahre nach dem Tod von Elizabeta heiratete Friedrich Veronika Deseniška, ohne das Einverständnis von König Sigismund und seinem Vater, der diese Ehe strikt ablehnte. Die unstandesgemäße Ehe erzürnte sowohl seinen Vater Hermann als auch König Sigismund. Ein Neffe von Elizabeta, Hans Veglia-Modrusch, warf Friedrich vor, er sei als „Bettmörder“ eines Zweikampfes unwürdig.

## Hexenprozess und seine Folgen

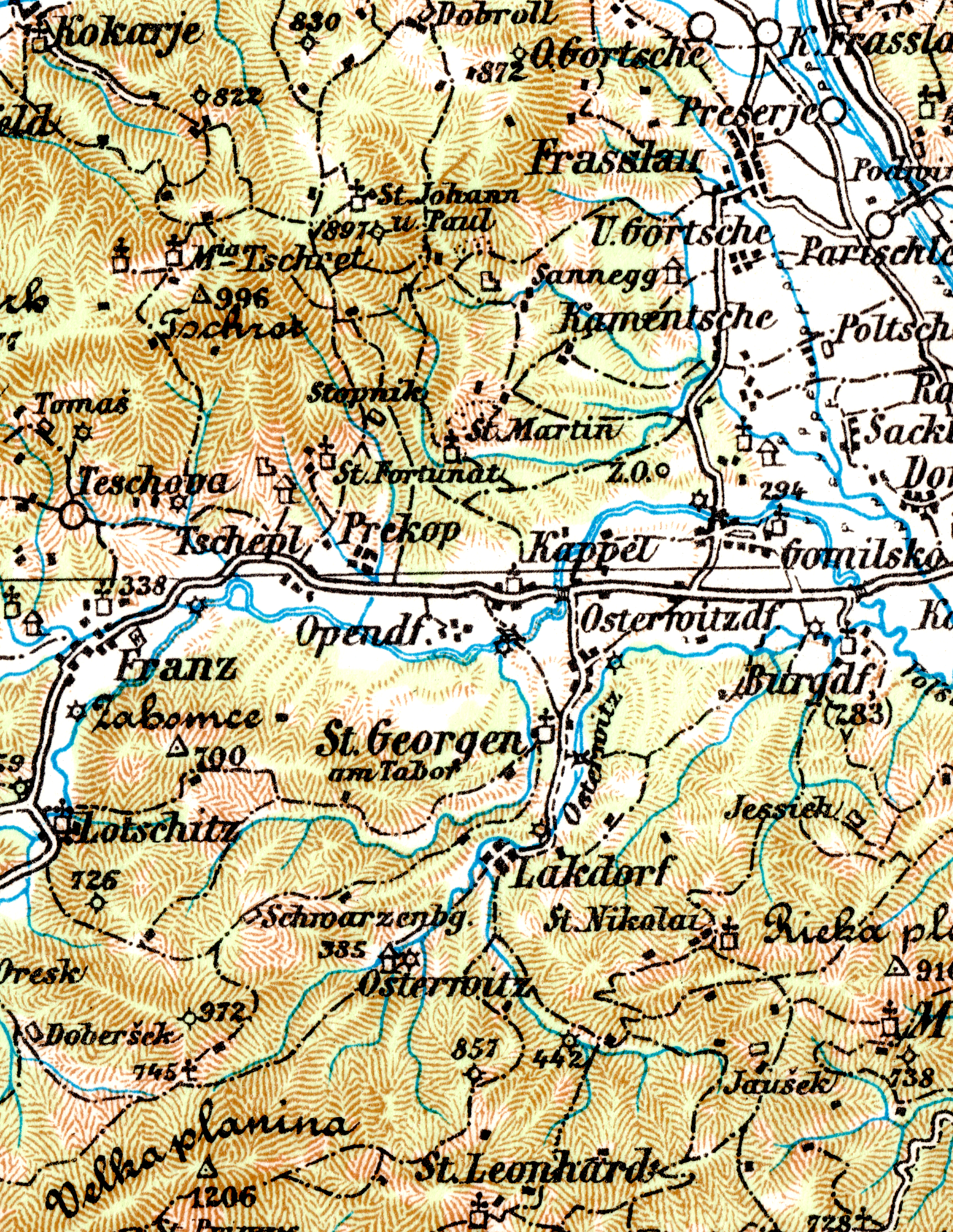
Osterwitz (unten), Ort der Gefangenschaft Veronika Deseniškas

König Sigismund lud Friedrich II. zu sich nach Ungarn, verhaftete ihn und lieferte ihn seinem Vater Hermann II. aus. Hermann hielt seinen Sohn Friedrich zunächst auf der Burg Osterwitz gefangen, später im  Friedrichsturm auf Burg Obercilli (Celjski grad). Friedrich musste alle von seinem Vater erhaltenen Burgen, Herrschaften und Städte zurückzugeben. Hermann schleifte die Burg Friedrichstein bei Kočevje, in der Veronika und Friedrich zusammen gewohnt hatten. Friedrich baute sie jedoch später wieder auf.
Veronika wurde im Pettauer Feld gefangen genommen. Ihr wurde vorgeworfen, Friedrich II. verzaubert und seinem Vater Hermann II. mit Gift nach dem Leben getrachtet zu haben. Ihr Hexenprozess scheiterte, sie wurde aus Mangel an Beweisen von beiden Anklagepunkten freigesprochen. Das schützte sie jedoch nicht vor Hermann, der sie in die Burg Osterwitz gefangen setzte und dort von Jobst von Helfenberg, einem Ritter Hermanns, am 17. Oktober 1425 beim Bad ertränken ließ.
Nach dem Tod Veronikas suchte Herman die Versöhnung mit Friedrich. Friedrich erhielt von König Sigismund am 29. April 1429 für seine Verdienste um die Krone das Schloss Krupa in der Weißkrain zu Eigenbesitz. Friedrich heiratete nicht mehr und soll noch als 90-Jähriger leichtfertig gewesen sein. Friedrich unternahm 1431 eine Wallfahrt nach Rom.
Es ist unklar, ob seine hohen Schulden auf den Lebenswandel zurückzuführen sind oder darauf, dass er auf der Rückreise von Rom durch den Markgrafen von Ferrara gefangen genommen wurde und Lösegeld zahlen musste.
Veronika Deseniška wurde in Braslovče (Fraßlau, nördlich von Osterwitz, bei der Burg Sanneck/Žovnek) begraben, einige Jahre später (1435, nach dem Tod des Grafen Hermann II.) wurden ihre Gebeine im Kartäuserkloster Geirach (Kartuzijanski samostan Jurklošter bei Laško, früher Tüffer) zur Ruhe gebettet und Stiftungen zu ihrem Seelenheil vorgenommen. Auch das von Hermann zerstörte Schloss Friedrichstein wurde in dieser Zeit wieder aufgebaut.

## Rezeption
Das Andenken Veronika Deseniškas lebt im Gedächtnis der Bevölkerung Sloweniens und in einer Reihe literarischer Werke fort, auch eine Oper und ein Musical über ihr Schicksal wurden geschrieben. Der slowenische Veronika-Literaturpreis (Veronikina nagrada) ist nach ihr benannt. Der Beitrag Sloweniens beim Eurovision Song Contest 2024, Veronika, handelte vom Leben Deseniškas.
Das Schicksal Veronika Deseniškas machte die Burg Osterwitz bekannt.
Veronika Deseniška hatte aus der Ehe mit Friedrich II. eine Tochter, die vor dem 2. März 1455 Vlatko heiratete, den Bruder von Katarina Kosača-Kotromanić, der vorletzten Königin von Bosnien.

## Belletristische Darstellung, Bühnenwerke
- Hr. Frank (Pseudonym für Franz Krones): Veronika von Teschenitz und das Grafenhaus der Cillier. Original-Novelle aus den Jahren 1422-1429 der Geschichte Steiermarks. In Tagespost, Graz 1863, Nr. 143 bis 215.
- Jožef Iskrač: Veronika Deseniška. Episches Gedicht in 15 Gesängen, 1863.
- Jean Litahorsky (oder Litahovsky) (Pseudonym für Franz Krones, siehe den Beitrag von Ingrid Roitner): Veronika von Ceschenik. Geschichtliches Trauerspiel in 4 Aufzügen, Eigenverlag, 1867.
- Josip Jurčič: Veronika Deseniška. Drama, 1881.
- Oton Župančič: Veronika Deseniška Drama, 1924.
- Anton Novačan: Hermann von Cilley. Drama in fünf Akten. Ins Deutsche übersetzt von Anna Wambrechtsamer. Trofenik, München 1977, ISBN 3-87828-109-9.
- Musical 2016
- Raiven (Künstlername von Sara Briški Cirman): Veronika. Slowenisches Lied zum Eurovision Song Contest 2024. Ljubljana, 2024